# Kronenburgerpark

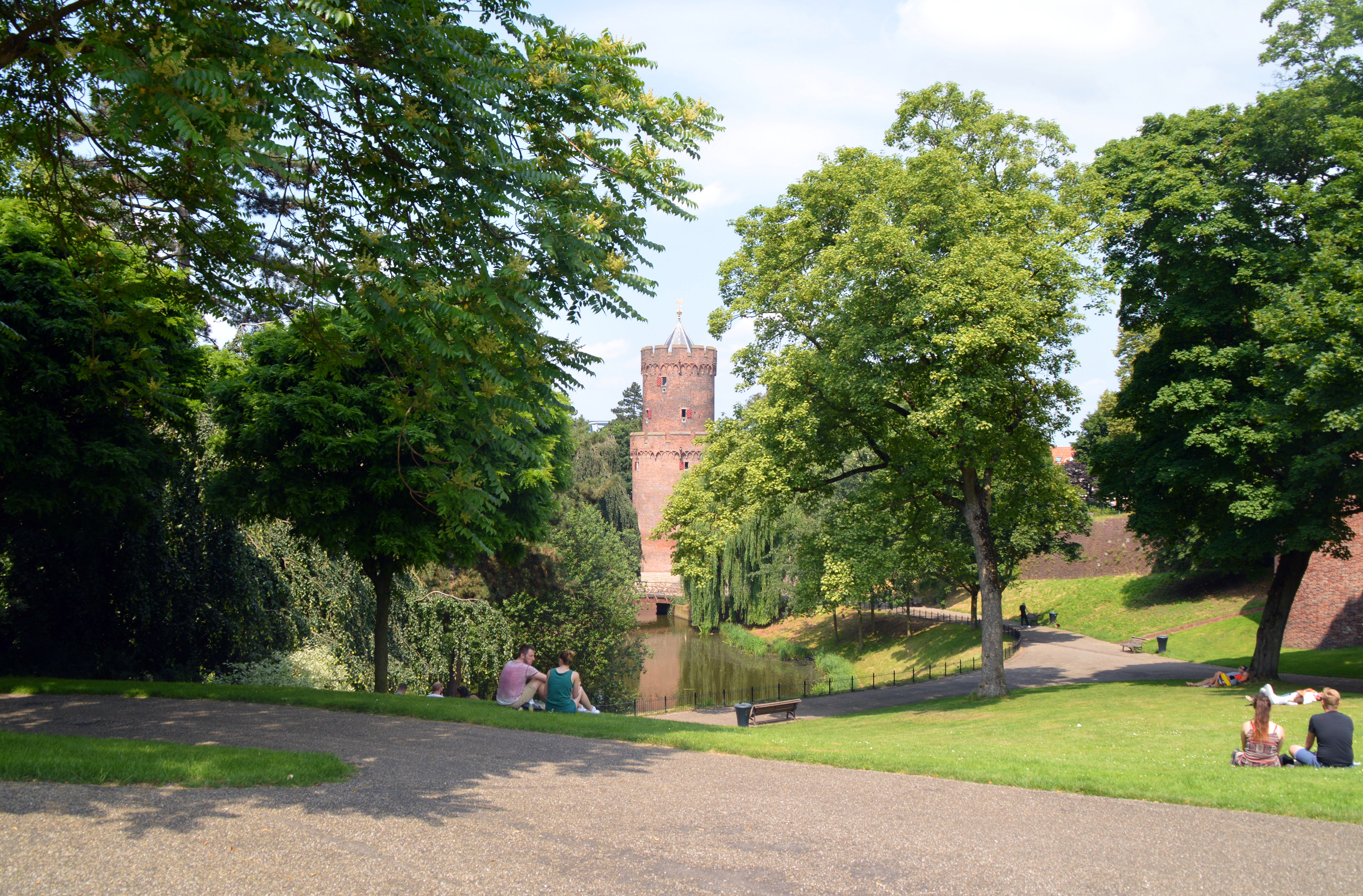
Der Kronenburgerpark im Jahre 2018

Der Kronenburgerpark ist ein Park am Rande des Zentrums der niederländischen Stadt Nijmegen (deutsch Nimwegen). Der Park befindet sich in der Nähe des Hauptbahnhofs und der Einkaufsstraße Lange Hezelstraat. An der Stelle, an der der Park an den Parkweg grenzt, sind Überreste der mittelalterlichen Stadtmauer und des Kruittoren (deutsch Pulverturm) zu finden.
Im Park steht das steinerne Standbild eines Löwen, das im Jahre 1886 vom Verschönerungsverein Nijmegen gestiftet wurde. Die Arbeit stammt von Henri Leeuw sr. (Leeuw = deutsch Löwe) und seinem Sohn Henri Leeuw jr. Die Skulptur steht inzwischen als Rijksmonument unter Denkmalschutz. Der über zwei Meter hohe Löwe besteht aus Savonnières auf einem zwei Meter hohen Sockel. Der sitzende Löwe hat seinen Mund geöffnet und seinen Kopf nach links gedreht. Sein Schwanz läuft vorwärts entlang seines linken Hinterbeins. Eine Kartusche zwischen den Beinen zeigt das Wappen der Stadt mit dem doppelköpfigen Adler.
Im unteren Teil des Parks befindet sich ein zweiteiliger, durch eine Brücke getrennter Teich. 
Im oberen Parkteil sind ein kleiner Kinderspielplatz und ein kleiner Tierpark zu finden. In dem Tierpark leben Damhirsche und niederländische Landziegen sowie Pfauen und Hühner. Darüber hinaus gibt es, insbesondere im Sommer, auch Gasttiere. So waren im Jahre 2012 zwei Poitou-Esel zu bewundern, und im Jahre 2013 besuchte eine kleine Herde Ouessantschafe den Tierpark.

## Fotogalerie

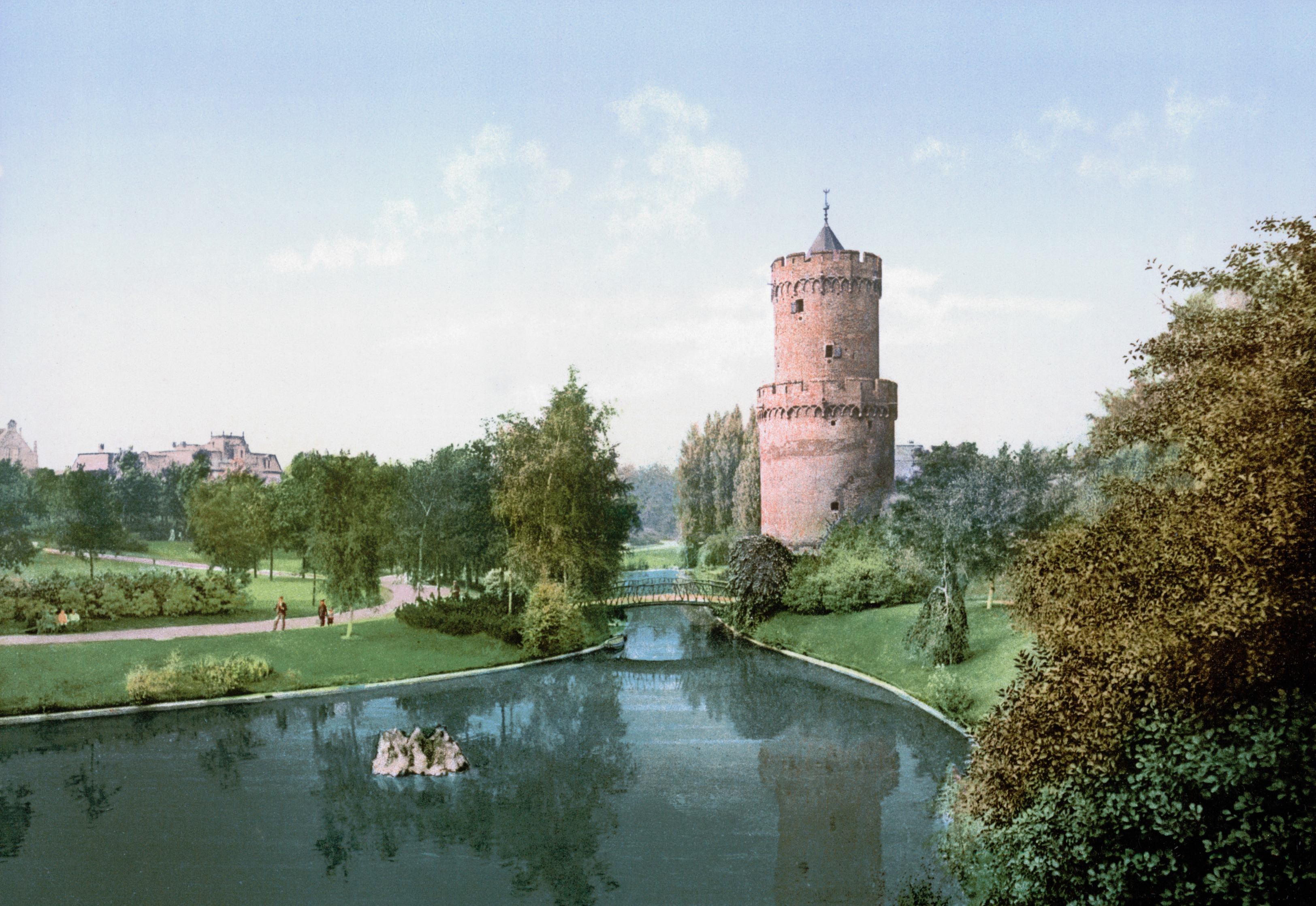
Kronenburgerpark mit dem Kruittoren (Pulverturm) etwa 1900
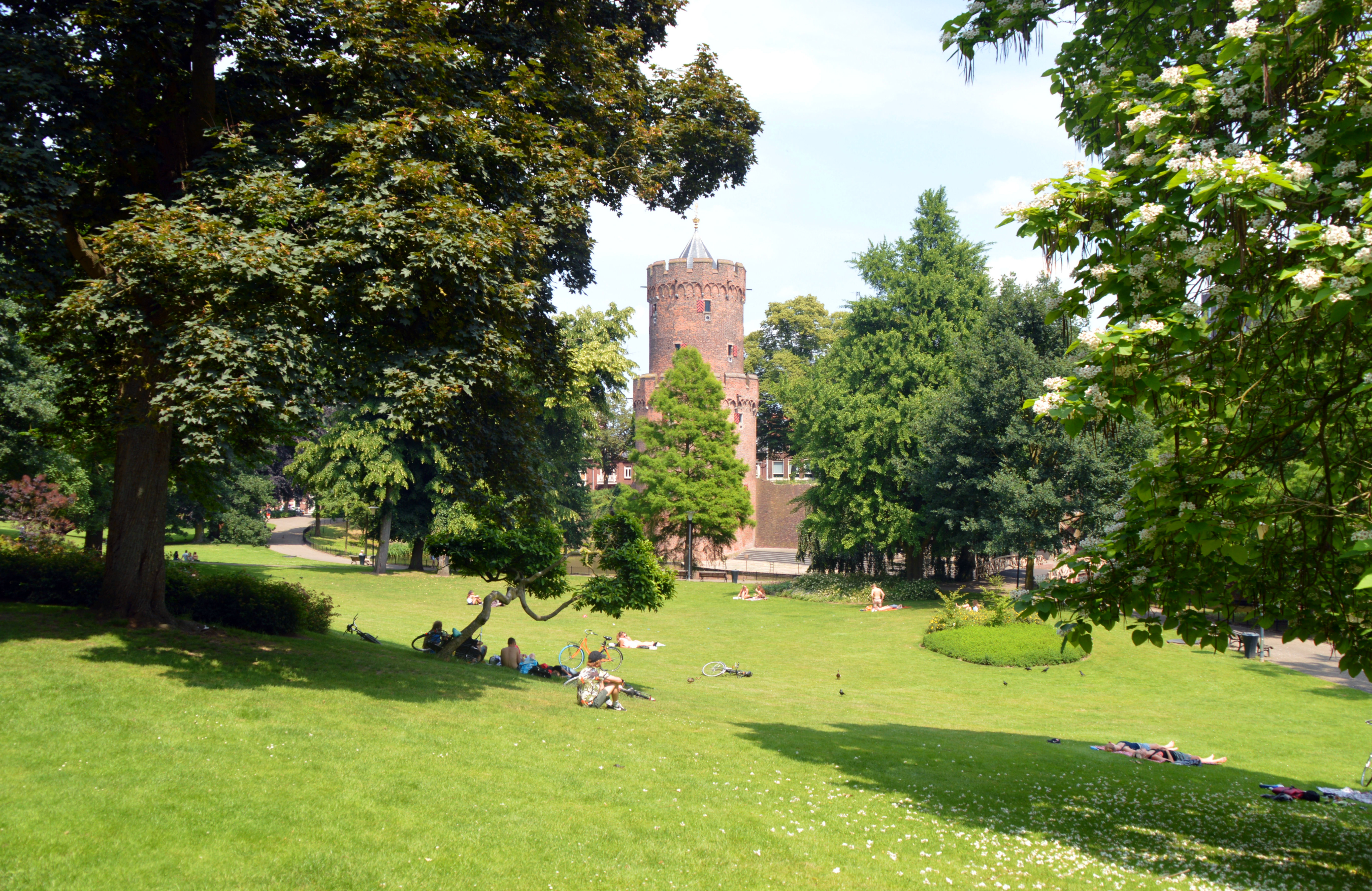
Kronenburgerpark
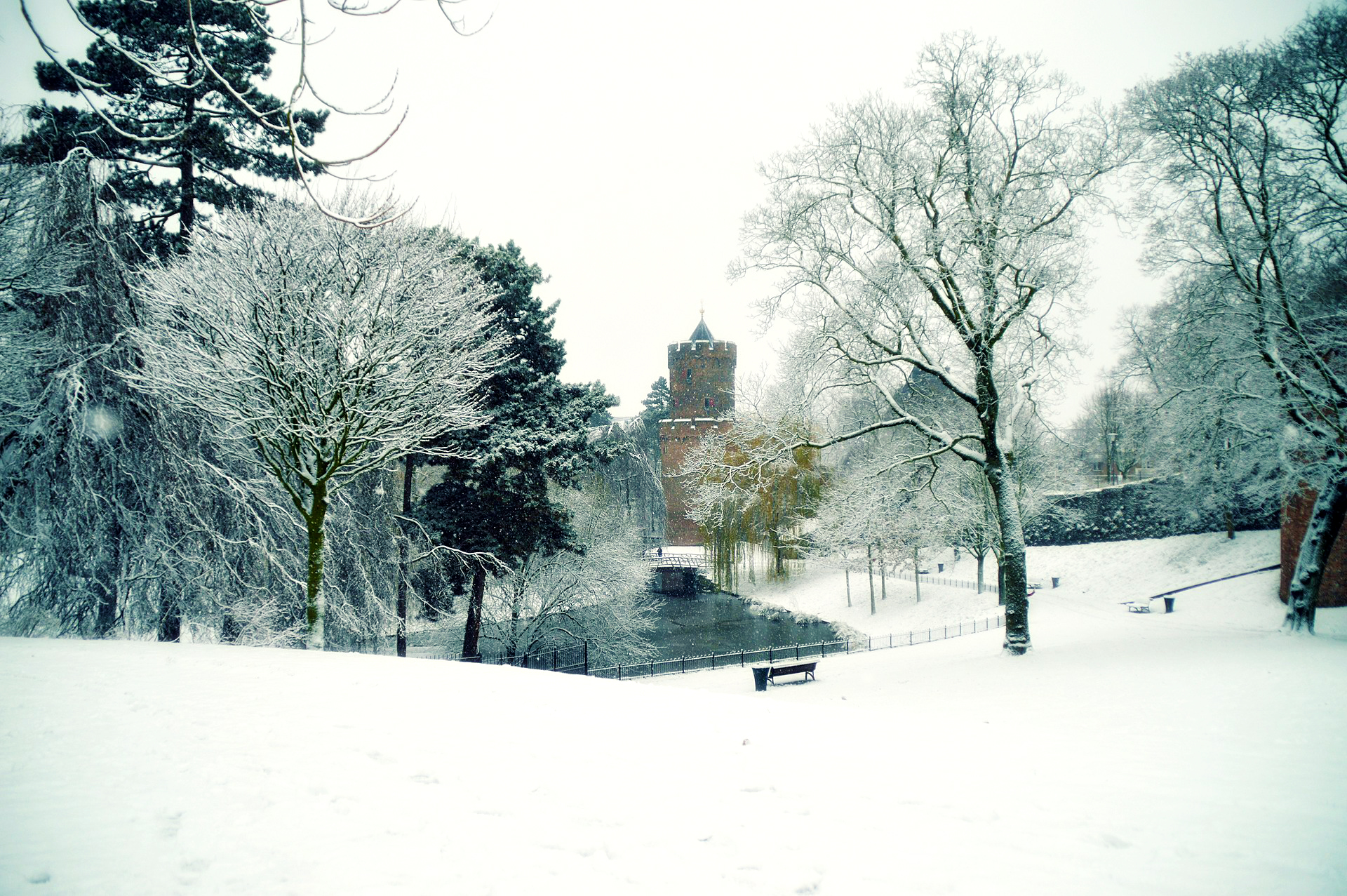
Kronenburgerpark im Winter
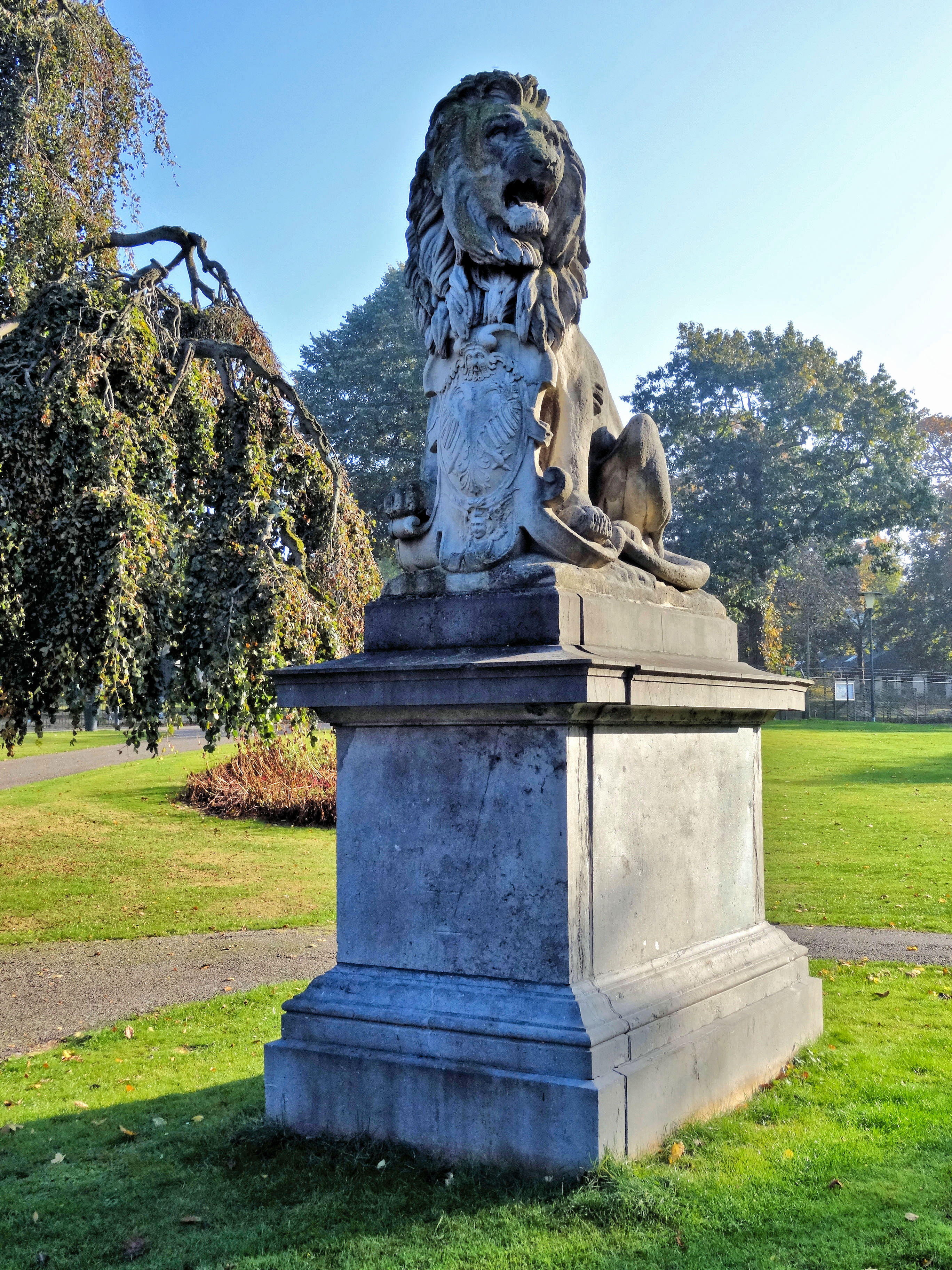
Löwenskulptur von Henri Leeuw sr. und Henri Leeuw jr.
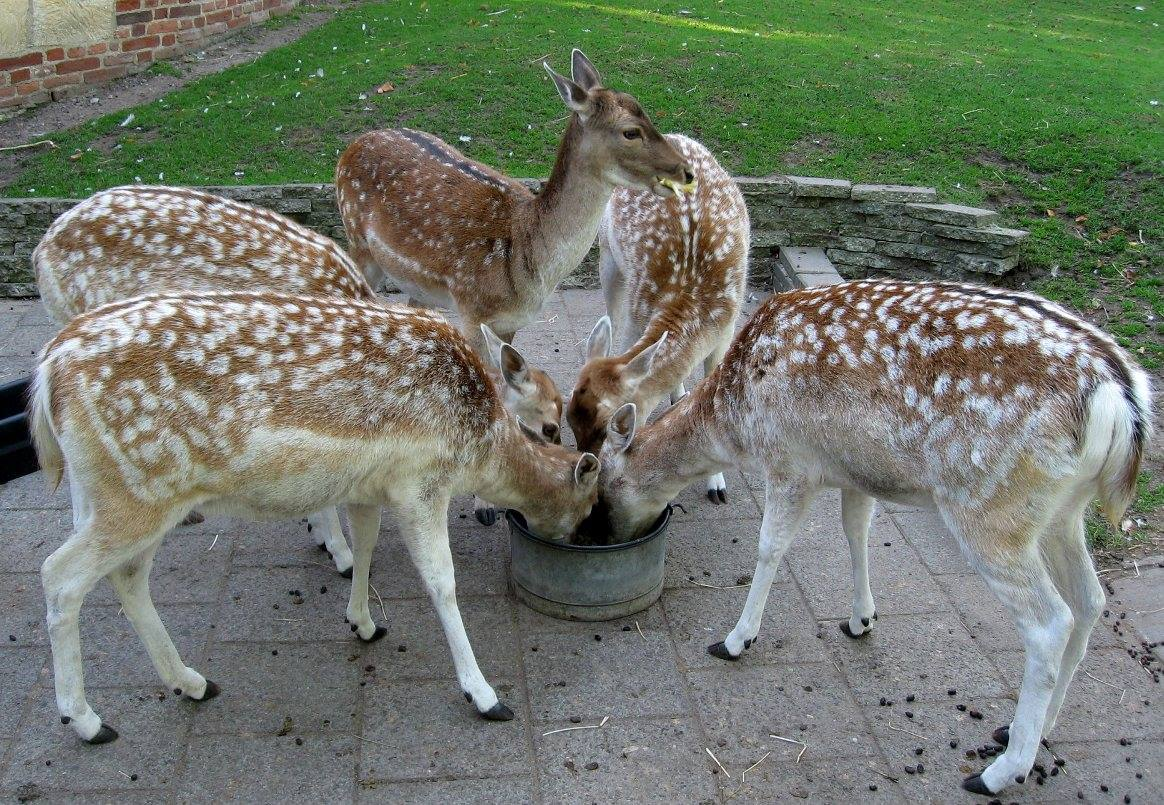
Fünf Damhirsche im Tierpark im Jahre 2013
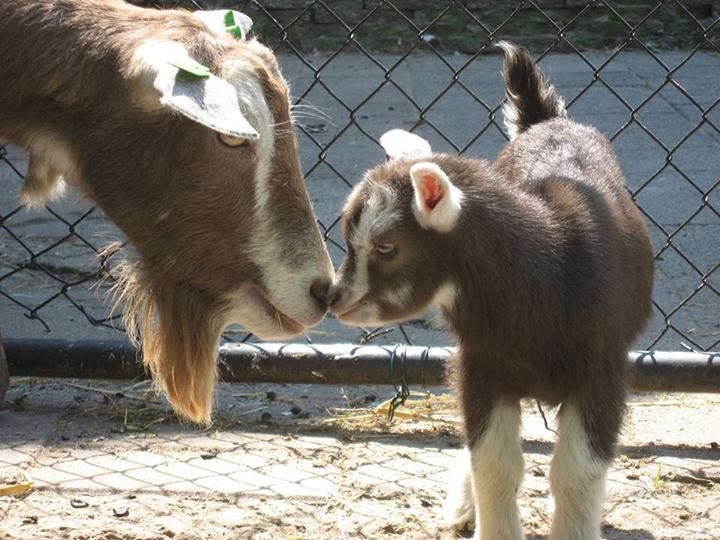
Die Toggenburger Ziegen Famke und der Jungbock Bram im Jahre 2013
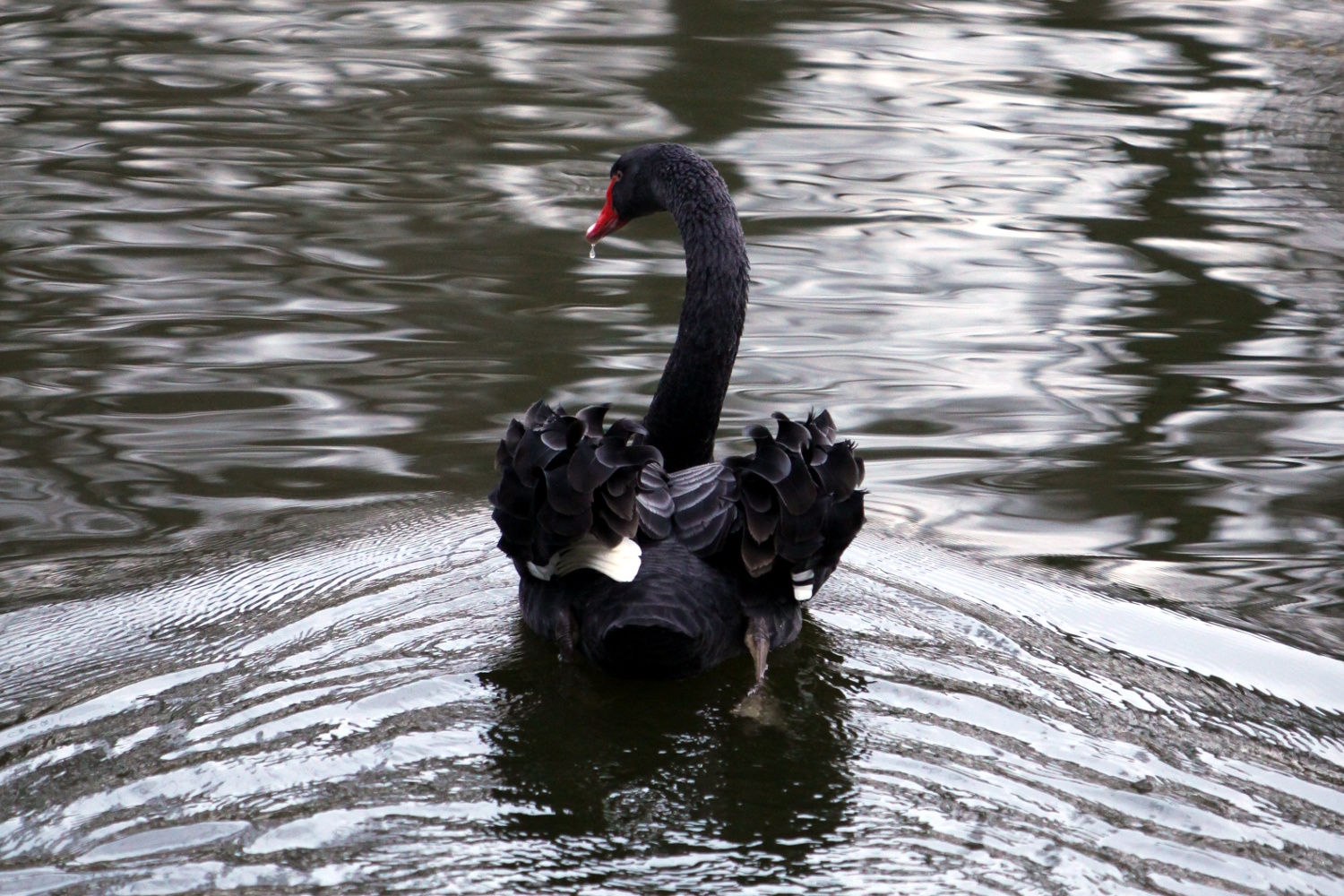
Einer der Schwarzen Schwäne im Jahre 2014